# Escola de Treino de Voo N.º 1 da RAAF
A Escola de Treino de Voo N.º 1 (em inglês:  No. 1 Flying Training School (No. 1 FTS)) foi uma escola da Força Aérea Real Australiana (RAAF). Foi uma das unidades originais da força aérea, cuja data remonta a 1921, quando foi criada a Base aérea de Point Cook, em Victoria. Durante os anos 30, a escola ministrava instrução de pilotagem em aviões de caça e hidroaviões. Foi reformada várias vezes nos anos seguintes, sendo inicialmente rebaptizada Escola de Treino de Voo de Serviço N.º 1 (No. 1 SFTS) em 1940, sob o Plano de Treino Aéreo da Comunidade Britânica. Depois de formar mais de 3 000 pilotos, a No. 1 SFTS foi extinta em 1944, altura em que deixou de ser necessário treinar jovens australianos para prestarem serviço no teatro europeu como pilotos.
A instituição foi restabelecida em 1946 como No. 1 FTS na Base aérea de Uranquinty, em Nova Gales do Sul, e transferida para Point Cook no ano seguinte. Sob a reestruturação da instrução e treino de pilotagem, para ir de encontro com as necessidades provocadas pela Guerra da Coreia e pela Emergência Malaia, a escola foi restituída em 1952 como Escola de Treino de Voo Aplicado N.º 1 (No. 1 AFTS), sendo transferida para a Base aérea de Pearce em 1958. Durante a maior parte deste período, a escola também foi responsável pelo treino dos controladores de tráfego aéreo da RAAF. A massa de pilotos instruídos incluía pilotos do Exército Australiano, da Marinha Australiana, da RAAF e vários pilotos de outros países. A reorganização da instrução e treino de pilotagem da RAAF durante os anos 50 levou à criação, na Base aérea de Uranquinty, da Escola de Treino de Voo Básico N.º 1 (No. 1 BFTS), que posteriormente foi transferida para Point Cook em 1958. Em 1969 a No. 1 AFTS foi restituída como Escola de Treino de Voo N.º 2 da RAAF e a No. 1 BFTS foi recriada como No. 1 FTS. Em 1993, a racionalização do treino de voo da RAAF levou ao encerramento desta escola.

## História

### Primeiros anos

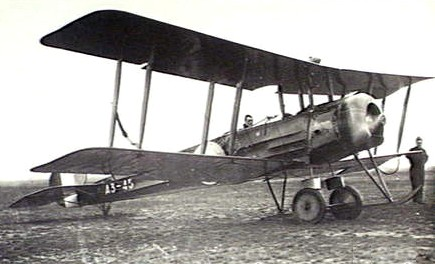
Um Avro 504K da No. 1 FTS em Julho de 1926

A Escola de Treino de Voo N.º 1 foi a primeira unidade a ser formalmente criada como parte da nova Força Aérea Australiana, em 31 de Março de 1921 (o termo “Real” foi adicionado em Agosto do mesmo ano). A No. 1 FTS foi formada a partir da força aérea original criada na Austrália, a Escola de Voo Central, na Base aérea de Point Cook, Victoria. William Anderson, que à época estava responsável pela base de Point Cook, tornou-se no primeiro comandante da escola. O efectivo inicial da escola era composto por 12 oficiais e 67 militares.
Em Dezembro de 1921, o Australian Air Board preparou-se para formar os primeiros cinco esquadrões e distribuir as aeronaves entre eles, assim como para a nova escola. Planeava-se munir a No. 1 FTS com doze aviões Avro 504 e quatro aviões Sopwith Pup, enquanto os esquadrões receberiam oito aviões Royal Aircraft Factory S.E.5, oito Airco DH.9 e três Fairey III. Problemas de financiamento forçaram a força aérea a acabar com os esquadrões, tendo os mesmos sido reformulados como esquadrilhas dentro de um único esquadrão na No. 1 FTS. No mesmo mês, o Tenente Frank McNamara assumiu o comando da escola.
O curso inaugural iniciou-se em Janeiro de 1923. A instrução básica fez uso do Avro 504, enquanto treinos mais especializados fizeram uso de outras aeronaves da escola. 14 estudantes começaram o curso, dos quais 12 foram graduados. Além de voar, os estudantes realizaram acrobacias aéreas, estudaram comunicações, navegação, armamento e ordem unida. Em 1925, o Squadron Leader Anderson assumiu o comando da No. 1 FTS; no ano seguinte foi rendido pelo Wing Commander Adrian Cole, comandante até 1929. No curso que decorreu entre Dezembro de 1925 e Março de 1926, 26 dos 30 estudantes completaram o curso. Embora 24 acidentes tenham ocorrido durante o curso, não houve nenhum acidente mortal, levando Cole a proferir as seguintes palavras na cerimónia de conclusão do curso: “ou os alunos são feitos de borracha ou aprenderam como sair vivos de um acidente aéreo". Contudo, durante o curso de cadetes em 1926 ocorreram acidentes que levaram à morte de três militares. No ano seguinte, 29 estudantes graduaram-se, dos quais 13 cadetes, nove reservas, e sete destinados a uma troca com a Força Aérea Real (RAF). Em Junho de 1928, os aviões Avro 504 foram substituídos por aviões de Havilland DH.60 Moth.

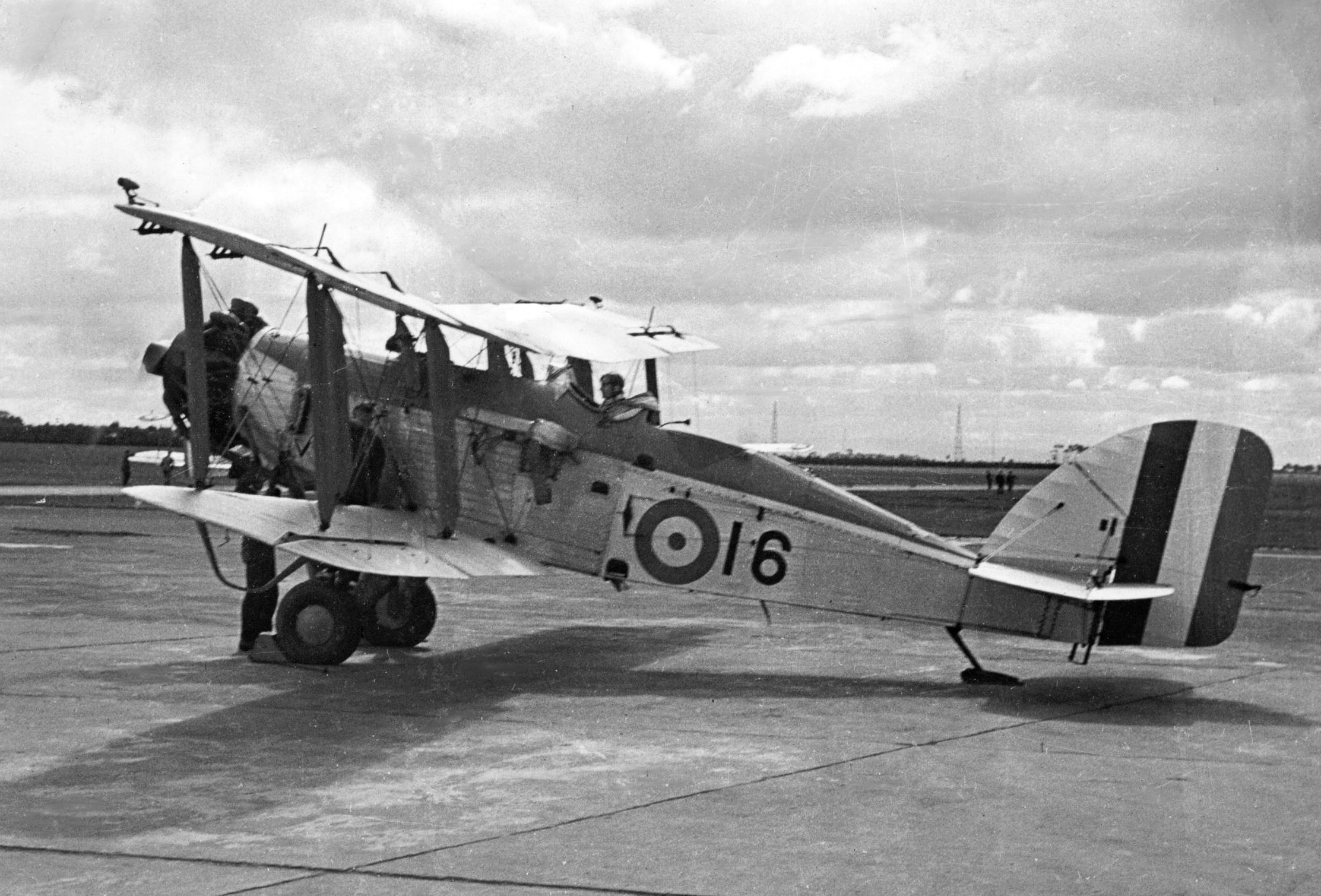
Um cadete preparando-se para um voo sozinho, num avião Westland Wapiti, em Point Cook, 1938

O Squadron Leader McNamara retomou ao comando da escola em 1930; por esta altura, duas sub-unidades haviam sido criadas: o Esquadrão de Caças da RAAF, operando aviões Bristol Bulldog, e o Esquadrão de Hidroaviões da RAAF, operando aeronaves Supermarine Southampton e outras aeronaves. Em Fevereiro de 1934, a No. 1 FTS foi organizada em três esquadrões: Esquadrão de Treino, operando aviões de Havilland DH.60 Moth e Westland Wapiti, Esquadrão de Caças e Esquadrão de Hidroaviões. Neste mesmo mês, ambos os esquadrões de caças e hidroaviões foram formalmente estabelecidos como unidades, contudo permaneceram sob o controlo da escola. Além de participar em exercícios de treino, o Esquadrão de Caças era frequentemente designado para efectuar exibições acrobáticas e outras missões de cerimonial. Um dos maiores instrutores da No. 1 FTS durante os anos 30, o Flight Lieutenant Frederick Scherger, também foi comandante do Esquadrão de Caças. O Esquadrão de Hidroaviões realizou várias operações com as forças navais, assim como participada na instrução de pilotagem de hidroaviões. O Esquadrão de Caças foi dissolvido em Dezembro de 1935, quando os aviões Bristol Bulldog foram transferidos para o Esquadrão N.º 1 da RAAF, na Base aérea de Williams, enquanto o Esquadrão de Hidroaviões continuou no seu normal funcionamento até Junho de 1939, altura em que foi transferido para formar o núcleo do Esquadrão N.º 10 da RAAF.
Em 1932, a escola começou a efectuar dois cursos por ano, o primeiro iniciando-se em Janeiro e o segundo em Julho; foi também neste ano que começou a formar apenas militares da categoria de oficiais, assumindo a linha de formação do Royal Australian Naval College e do Royal Military College (Duntroon). Havia cerca de 1 200 aplicações por cada curso para apenas 12 vagas. Em 1933, Hippolyte De La Rue tornou-se comandante. No ano seguinte, a escola começou a lecionar cursos regulares em sinalização, aerofotografia, observação aérea e manutenção de aeronaves. Em Abril de 1936, a escola recebeu os seus primeiros Avro 643 Cadet, que serviriam para preencher a falha no treino que existia entre o Gipsy Moth e o Wapati. De La Rue, entretanto, é sucedido por Frank Lukis em 1938. Por esta altura a escola formava 96 novos pilotos por ano, sendo que uma pequena percentagem deles eram destacados posteriormente para a RAF. Em Março de 1939 os primeiros simuladores Link Trainer são introduzidos na escola.

### Segunda Guerra Mundial

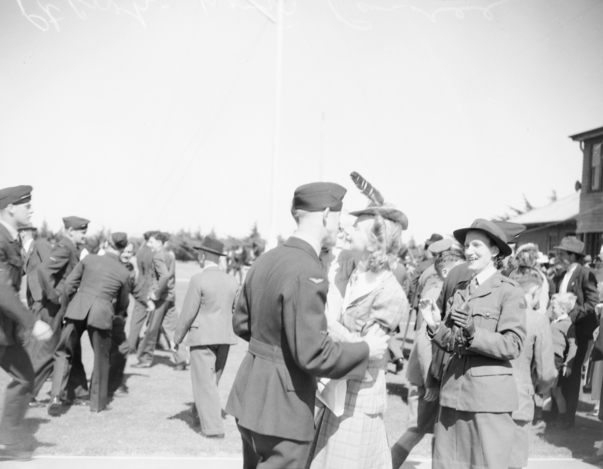
Militar com a sua família e amigos depois de se graduar na escola, em Dezembro de 1943

O treino de pilotagem da RAAF sofreu uma forte reorganização com o despoletar da Segunda Guerra Mundial, dada a participação australiana no Plano de Treino Aéreo do Império Britânico (EATS). Várias escolas elementares de instrução de pilotagem foram formadas para dar instrução básica de voo aos novos cadetes, enquanto o treino avançado ficou da responsabilidade das escolas de treino como a N.º 1. No dia 1 de Maio de 1940, a escola foi reformulada em Point Cook como No. 1 Service Flying Training School (No. 1 SFTS). O seu comandante inaugural, John Summers, havia sido comandante do Esquadrão de caças durante os anos 30, e havia tomado posse da escola em Dezembro de 1939. Os instrutores do esquadrão de treino foram destacados para formarem o núcleo da re-formada Escola de Voo Central, que foi transferida para Camden, Nova Gales do Sul, em Junho. Os cursos na escola passaram a ter dois módulos: um intermédio e um avançado; a duração total variou durante a guerra, consoante as necessidades de guerra. Inicialmente durando 16 semanas, o curso foi comprimido para 10 semanas (incluindo 75 horas de voo) em Outubro de 1940. Um ano depois, foi novamente alterado para 12 semanas (incluindo 100 horas de voo) e, mais tarde, voltou a ter uma duração de 16 semanas; a partir desta mudança, o tempo foi aumentando com o passar do tempo, atingindo o pico de 28 semanas em Junho de 1944.
Na altura em que foi formada, a No. 1 SFTS ficou sob o controle do Comando da Área do Sul da RAAF, com quartel-general em Melbourne. A frota de aeronaves da escola contava já com 52 aviões, incluindo Wapati, Avro Anson, Hawker Demon, e de Havilland Tiger Moth. John McCauley serviu como comandante da escola de Outubro de 1940 até Julho de 1941, quando foi rendido por Roy King. Em Julho, o efectivo de aeronaves da escola já havia sido expandido para mais de 100 aeronaves, incluindo Gipsy Moth, de Havilland DH.89 Dragon Rapide, Douglas C-47, CAC Wirraway e Airspeed Oxford. Em Agosto de 1941, o controle exercido pelo Comando da Área do Sul passou para o recém-formado Grupo de Treino N.º 1. Em Setembro, a escola era composta por 100 oficiais e mais de 2 000 militares, incluindo 300 cadetes, e estava organizada em esquadrão de treino, esquadrão de treino avançado, asa de manutenção, escola de armamento e escola de sinalização. Charles Read tomou o comando da escola em Outubro de 1943 até ao encerramento da escola, no dia 15 de Setembro de 1944, data pela qual já se havia formado cerca de 3 000 pilotos, entre eles Nicky Barr, que se tornou um dos maiores ases da aviação da Austrália na campanha norte-africana, e Bill Newton, condecorado com a Cruz Victória pela sua prestação de serviço em missões de bombardeamento. A RAAF ordenou o encerramento da escola em Agosto de 1944, como parte de uma redução no treino de pilotos e tripulações, depois de uma informação do Ministério do Ar britânico dizendo que já não precisava dos graduados do Plano de Treino Aéreo no teatro europeu.

### Pós-guerra

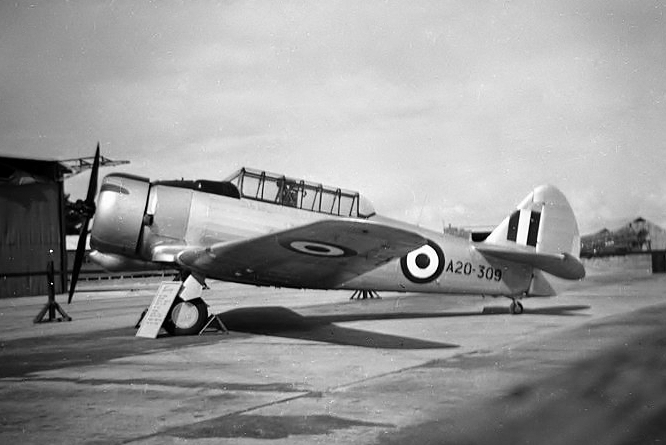
Um avião de treino Wirraway durante os anos 50

No dia 1 de Março de 1946, a Escola de Treino de Voo de Serviço N.º 5, na Base aérea de Uranquinty, foi reformada como No. 1 FTS, novamente sob o Comando da Área do Sul. A sua frota de aeronaves incluía um Anson, dois aviões Tiger Moth e 55 Wirraway, embora a unidade fizesse pouco uso das aeronaves, dado que eram usadas apenas para cursos de refrescamento para pilotos da Força de Ocupação da Commonwealth Britânica no Japão. No dia 1 de Setembro de 1947, a escola foi transferida para Point Cook, inicialmente como Escola de Treino de Voo, sob o comandante Read. O primeiro curso da RAAF do pós-guerra consistiu em 42 estudantes e começou em Fevereiro de 1948, tendo sido graduados em Agosto do ano seguinte. Ao contrário de outras forças aéreas, que colocavam os seus estudantes em aeronaves especializadas depois da instrução básica de pilotagem, a filosofia da RAAF ditava que os pilotos fossem imediatamente colocados após a instrução, maximizando a adaptabilidade do formado para tomar um qualquer tipo de aeronave. Em Setembro de 1949, Read foi rendido por Glen Cooper, que comandou a escola até Agosto de 1951. Em resposta ao pedido para um aumento de tripulações e pilotos, para se ir de encontro com os compromissos da Austrália na Guerra da Coreia e na Emergência Malaia, a instrução e treino de voo sofreram profundas mudanças entre 1951 e 1952, culminando da divisão do programa de instrução em três unidades diferentes. A Escola de Treino de Voo Inicial N.º 1 (No. 1 IFTS) foi lançada na Base aérea de Archerfield, para instruir formandos com conhecimento geral sobre aeronáutica militar, terminando a instrução com 12 horas de voo em aeronaves Tiger Moth. Depois disto, os graduados da Escola de Treino de Voo Inicial eram colocados para também recém-formada Escola de Treino de Voo Básico N.º 1 (No. 1 BFTS) em Uranquinty, onde receberiam mais 90 horas de instrução de voo que incluía o manuseamento de instrumentos, voo em formação e voo nocturno, primeiro em aviões Tiger Moth e depois em aviões Wirraway. Os graduados desta escola eram depois colocados na No. 1 FTS, que foi rebaptizada Escola de Treino de Voo Aplicado N.º 1 (No. 1 AFTS) em Março de 1952. Nela, os graduados passavam por uma instrução avançada de 100 horas de voo em aviões Wirraway, antes de se graduarem como pilotos. Em 1955, os Tiger Moth e os Wirraway da No. 1 BFTS começaram a ser substituídos pelos CAC Winjeel.

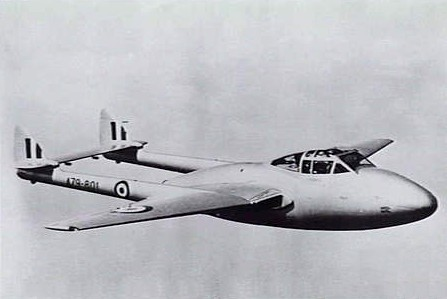
Um Vampire de instrução de pilotagem, durante os anos 50

Quando a escola foi rebaptizada como No. 1 AFTS, também ficou responsável por treinar os controladores aéreos da RAAF; contudo, esta responsabilidade foi transferida para a Escola de Voo Central em East Sale, em Dezembro de 1956. O Comando da Área do Sul foi reformado como Comando de Treino em Setembro de 1953. A 28 de Maio de 1958, a escola foi transferida para a Base aérea de Pearce, na Austrália Ocidental, onde os aviões Wirraway foram substituídos por aviões a jacto de Havilland Vampire, que necessitavam de uma pista mais extensa que a de Point Cook. O antigo lugar da escola em Point Cook foi tomado pela No. 1 BFTS em 19 de Dezembro. Por esta altura, os navegadores deixaram de passar pela escola e iam directamente para a Escola de Navegação Aérea, em East Sale. A 31 de Dezembro de 1958, o Esquadrão de Treino de Voo do RAAF College foi extinto, e a componente de instrução passou a ser a responsabilidade da No. 1 BFTS (para treino básico) e da No. 1 AFTS (para treino avançado). Anteriormente, os cadetes usavam aeronaves da FTS sob a responsabilidade do RAAF College mas, a partir de 1959, foram integrados no sistema FTS.
A necessidade de treino de pilotos e tripulações, que havia começado a diminuir a partir de 1955, voltou a aumentar na década seguinte devido ao embarque da Austrália num grande programa de re-equipamento militar, intensificado pelo envolvimento da Guerra do Vietname. Nesta altura, a RAAF também se comprometeu a providenciar instrução de voo ao Exército Australiano e à Marinha Australiana. Ao aumentar o número de instrutores e de pupilos, o número de graduados da RAAF aumentou progressivamente de 38, em 1963, para 100 em 1968. Ainda em 1968, aviões de treino a jacto Aermacchi MB-326 começaram a substituir os Vampire na No. 1 AFTS. A introdução dos Aeromacchi levou a um aumento dos gastos de combustível e de manutenção, sendo que cada aluno passava 210 horas a voar nesta aeronave; este programa de estudos foi alterado em 1971, passando os alunos a voar 60 horas em Winjeels, em Point Cook, e depois 150 horas no Aeromacchi, em Pearce. Em 31 de Dezembro de 1968, a No. 1 AFTS foi extinta em Pearce, sendo re-formada a 1 de Janeiro de 1969 como Escola de Treino de Voo N.º 2. Ao mesmo tempo, a No. 1 BFTS foi também extinta em Point Cook e re-formada como No. 1 FTS.

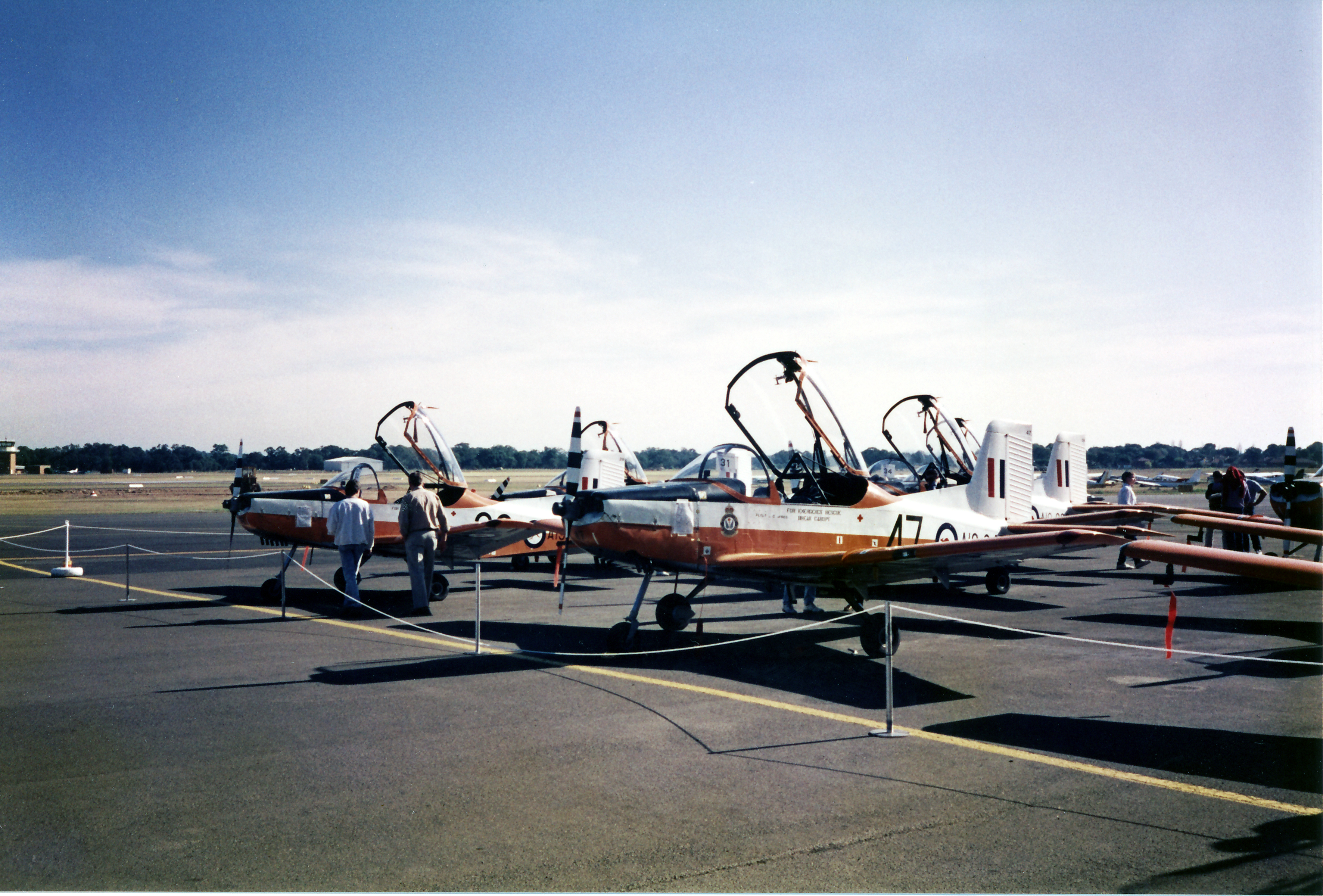
Vários T-4 alinhados para um leilão no Aeroporto de Bankstown, depois do encerramento da escola em 1993.

Os aviões Winjeels da No. 1 FTS foram substituídos por aviões CT-4A Airtrainer no final de 1975. O primeiro curso com a nova aeronave CT-4 consistiu em 34 estudantes, incluindo seis da Marinha Australiana e três da Malásia. Em 1977, a escola foi organizada em treino aéreo, treino terrestre e esquadrões de manutenção. Além de manter e proceder à manutenção das suas aeronaves, a escola era responsável pelo apoio técnico às outras unidades em Point Cook. Em Novembro de 1989, um dos aviões CT-4 recriou o primeiro voo trans-australiano que havia sido realizado 70 anos antes, quando o Capitão Henry Wrigley e o Sargento Arthur William Murphy realizaram um voo num Royal Aircraft Factory B.E.2 de Point Cook até Darwin, no Território do Norte, Austrália, entre os dias 16 de Novembro e 12 de Dezembro de 1919.
Uma revisão geral à instrução de voo, pedida pelo Chefe de Estado-Maior da Força Aérea, o Air Marshal Ray Funnell, cujo objectivo seria a redução de curtos e eliminação de detalhes que levavam à falhas de instrução, culminou na remoção dos CT-4 em Dezembro de 1992 e, consequentemente, no encerramento da No. 1 FTS. O último curso foi completado a 12 de Junho de 1992, e o último curso de pilotos do exército em Dezembro. A escola foi extinta no dia 31 de Janeiro de 1993, levando ao fim de uma instituição com quase 80 anos. Este momento histórico ficou marcado por uma cerimónia militar, desfile militar, dois voos em formação a baixa altitude, uma missa e um jantar. Consequentemente, a instrução de voo centrou-se em Pearce, na No. 2 FTS, com a aeronave Pilatus PC-9. Em 1998 a British Aerospace ganhou um contrato para fornecer um serviço de instrução na recém-formada Escola de Treino de Voo Básico das Forças Armadas da Austrália (ADFBFTS), em Tamworth, tendo o primeiro curso começado em Janeiro de 1999 com aviões CT-4, fazendo com que a No. 2 FTS voltasse a ser responsável unicamente pelo treino de voo avançado. Assim, a ADFBFTS tornou-se, nas palavras do Director de Instrução, "na Escola de Treino de Voo N.º 1 quando não se tem uma Escola de Treino de Voo N.º 1".